# District de Chinon
Le district de Chinon est une ancienne division territoriale française du département d'Indre-et-Loire de 1790 à 1795.
Il était composé des cantons de Chinon, Candes, Isle Bouchard, Marigny, Richelieu et Sainte Maure.